# Parélio

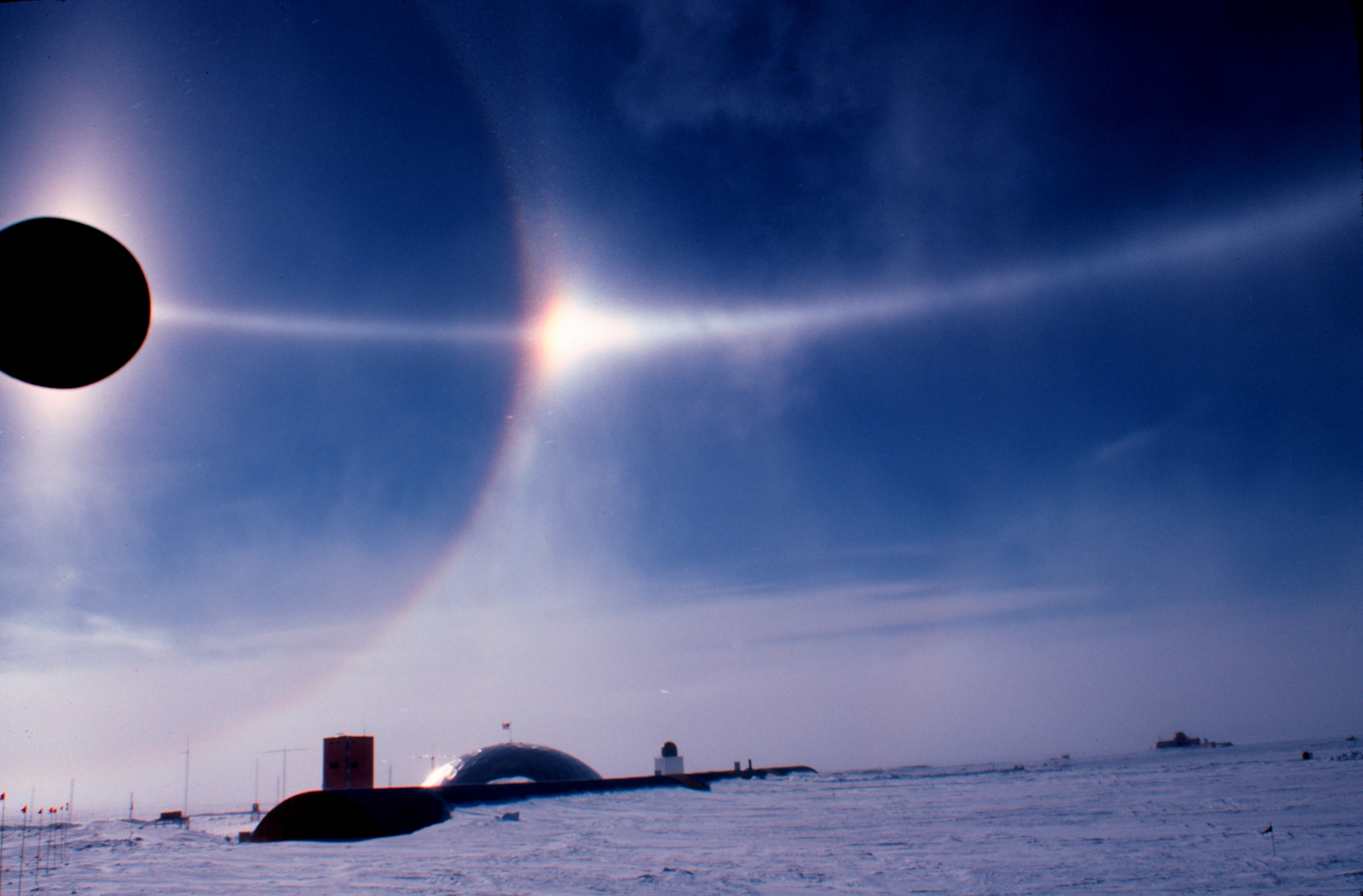
Halo e parélio visíveis desde a esquerda até a direita.

Um parélio ou falso sol, na meteorologia, é um fenómeno óptico atmosférico que consiste num  ou mais pontos luminosos, que ladeiam o Sol de cada lado, normalmente inseridos dentro de um halo luminoso, que dá pelo nome de «círculo parélico». Dois parélios solares geralmente flanqueiam o Sol dentro de um halo de 22°.
O parélio é um membro da família de halos e é causado pela refração da luz solar através de cristais de gelo na atmosfera, provenientes de nuvens cirrus ou cirrostratus. Os parélios geralmente afiguram-se como um par de manchas de luz ligeiramente coloridas, que se podem situar a cerca de 22°, à esquerda e à direita, do Sol, encontrando-se, ainda, à mesma altura acima da linha do horizonte que o Sol. Podem ser avistados em qualquer lugar do mundo durante qualquer estação, mas nem sempre são claramente visíveis ou brilhantes. Os parélios são mais facilmente avistáveis e mais nítidos, quando o Sol está mais próximo do horizonte.
O fenómeno óptico lunar correspondente chama-se parasselénio ou parasselene.

## Formação e características

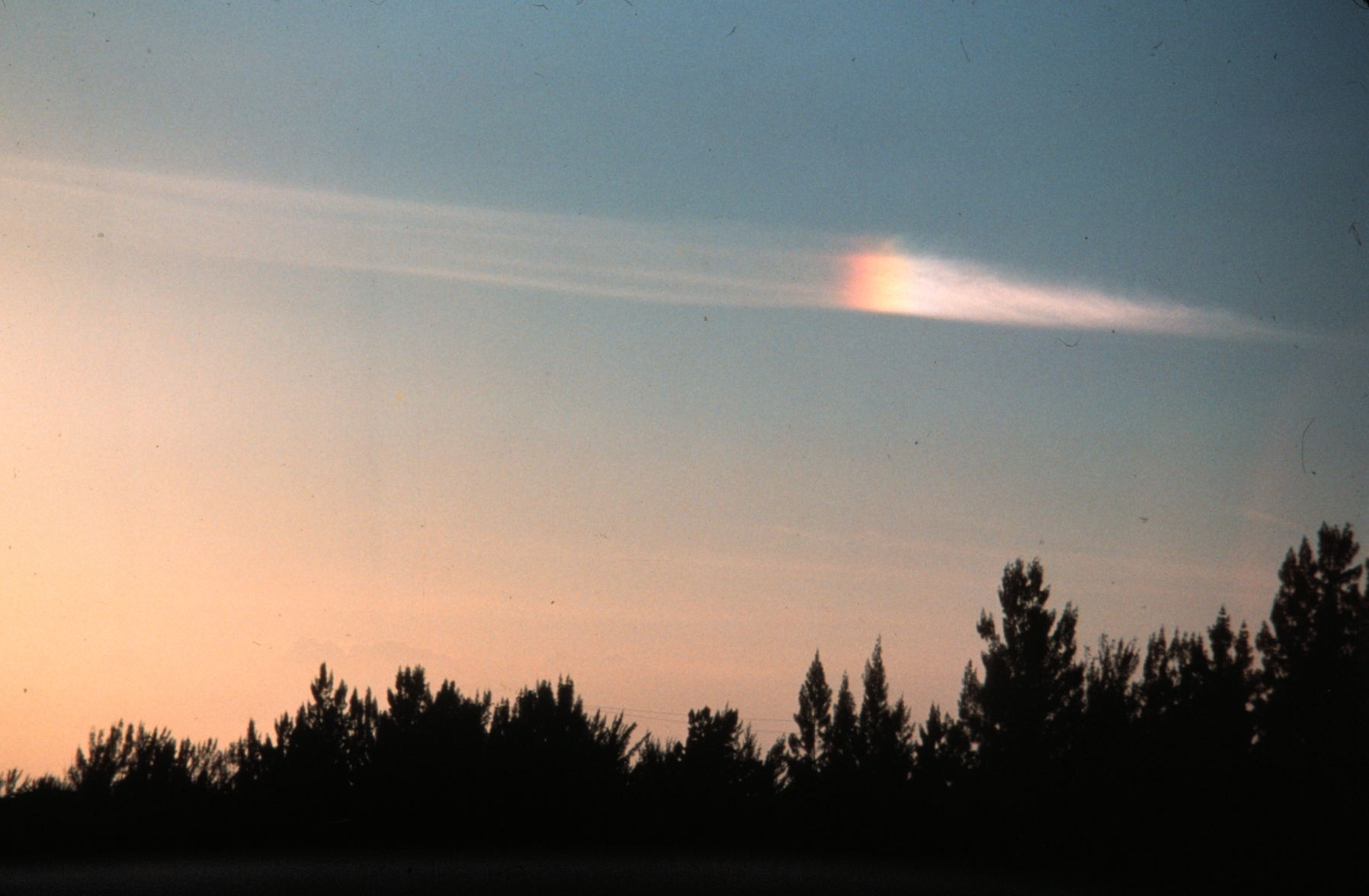
Um parélio esticado ao longo do sol

Os parélios são comummente causados pela refração e dispersão de luz em cristais ou lâminas de gelo cristalinas hexagonais, as quais se podem encontrar tanto em suspensão em nuvens cirros ou cirrostratos altas, como em cirrostratos ou à deriva no ar húmido e gelado a baixos níveis de altitude. Os cristais atuam como prismas, reflectindo os raios de luz, que por eles passam, com uma deflexão mínima de 22°. À medida que os cristais pairam lentamente para baixo, com as faces maior quase horizontais, a luz atravessa as lâminas de gelo hexagonais, através das suas faces, as quais formam um ângulo de 60º entre si, o que, por seu turno, faz com que os parélios se tornem visíveis à esquerda e à direita do Sol. Os cristais de gelo maiores ondulam mais e, por conseguinte, projectam parélios em posições mais altas.
Os mesmos cristais de gelo em forma de lâmina hexagonal, que causam os parélios, também são responsáveis pela formação de um anel circunzenital colorido a que se dá o nome de «círculo parélico», o que significa que estes dois tipos de halo tendem a concorrer.
O circulo parélico é um halo de 22° à volta do Sol, sendo que os pontos luminosos, que compõem o parélio, amiúde aparentam interceptá-lo. Por outras palavras, imaginando-se uma linha horizontal que trespassasse o centro do Sol, de um lado ao outro, os dois pontos em que essa linha cruzasse o círculo parélico seriam os parélios.
Com efeito, a luz refratada nestes dois pontos é, por sinal, muito mais intensa do que aquela que dá origem ao círculo parélico, o que se traduz na maior facilidade em avistar os dois pontos parélios, do que o círculo parélico.
Ao contrário do círculo parélico, os parélios não se encontram sempre a 22º do Sol. Em rigor, conforme o Sol assume uma posição mais alta no céu, os parélios tendem a afastar-se do círculo parélico, uma vez que os raios que os formam se vão tornando progressivamente mais inclinados, em relação ao eixo do cristal.
Os parélios, quanto mais próximos do sol, maior é a tendência para assumirem uma coloração avermelhada, ao passo que, quanto mais longe fiquem do sol, maior é a variedade de cores que podem assumir, variando entre matizes de cor-de-laranja e azul. No entanto, as cores tendem a sobrepor-se, consideravelmente, umas às outras, pelo nunca são puras ou saturadas. Por conseguinte, as cores do parélio fundem-se no branco do círculo parélico, caso este seja visível.
É possível prever as formas que os parélios assumem noutros planetas e luas. Marte pode ter parélios formados por gelo de água e de dióxido de carbono. Nos planetas gasosos gigantes — Júpiter, Saturno, Urano e Netuno — outros cristais formam nuvens de amoníaco, metano e outras substâncias que podem produzir halos com quatro ou mais parélios.

## Etimologia
Parélio vem do grego antigo: παρήλιον (parēlion, "ao lado do sol"; de παρά (para, 'ao lado') e ἥλιος (helios, 'sol')).